# Scott Bowden
Pour les articles homonymes, voir Bowden.
Scott Bowden, né le 4 avril 1995 à Hobart, est un coureur cycliste australien, qui a notamment participé à la course en ligne masculine de cyclisme sur route aux Jeux olympiques d'été de 2016. Il est également aligné sur l'épreuve de VTT cross-country au cours de ces Jeux.

## Biographie
Pour 2021, il signe en France avec le club de Bourg-en-Bresse Ain, qui évolue en division nationale 1. Sa saison commence par un podium au mois de février sur les championnats d'Australie.

## Palmarès en VTT

### Championnats d'Océanie
- Toowoomba 2015
  -  Champion d'Océanie de cross-country espoirs
- Queenstown 2016
  -  Médaillé de bronze du cross-country

### Championnats d'Australie
- 2015
  -  Champion d'Australie de cross-country espoirs
- 2016
  -  Champion d'Australie de cross-country espoirs
- 2024
  - 2e du championnat d'Australie de cross-country short track
  - 2e du championnat d'Australie de cross-country marathon
- 2025
  - 2e du championnat d'Australie de cross-country short track

## Palmarès sur route

### Par année
- 2017
  - 1re étape de la Battle Recharge (contre-la-montre par équipes)
- 2021
  - Tour Agglo Bourg-en-Bresse
  - 3e du championnat d'Australie sur route
- 2025
  - 3e du Q Tour

### Classements mondiaux
| Année            | 2018 | 2019 |
| ---------------- | ---- | ---- |
| UCI Asia Tour    | 661e |      |
| UCI Oceania Tour | 35e  | 46e  |

## Palmarès en cyclo-cross
- 2014
  - 2e du championnat d'Australie de cyclo-cross espoirs